# Elizabeth Hendrickson
Elizabeth Hendrickson est une actrice américaine, née le 3 juillet 1979 à New York.

## Biographie
Elizabeth Hendrickson est née à New York. Son cousin, Dennis Michael Lynch, est un cinéaste. En grandissant, son désir de percer dans le spectacle augmentait encore. Hendrickson a étudié pendant deux ans à l'université de Syracuse avant de retourner à New-York. Elle part à l'université Fordham pour sa deuxième année.

## Filmographie

### Cinéma
- 2005 : Searching for Bobby D : Denise
- 2006 : That Guy : 411 Partygoer (court-métrage)
- 2012 : Not Waving But Drowning
- 2013 : Corn Star : Sophie (court-métrage)
- 2019 : Two Sands : Dee (court-métrage)

### Télévision

#### Séries télévisés
- 2001 : New York, unité spéciale : Mandy Schumacher (saison 2, épisode 10)
- 2001 - 2007 : La Force du destin : Maggie Stone (65 épisodes)
- 2006 : Medium : Mindy (saison 2, épisode 11)
- 2006 : Cold Case : Emma Elisabeth Vine (saison 3, épisode 13)
- 2006 : Les Experts : Miami : Rebecca Roth (saison 5, épisode 9)
- 2007 : Esprits criminels) : Katie (saison 3, épisode 1)
- 2008 - 2009 : Imaginary Bitches : Lizzie (saison 1)
- 2008 - 2015, depuis 2019 : Les Feux de l'amour : Chloe Mitchell
- 2012 : The League : Abby (saison 4, épisode 3)
- 2015 : NCIS : Nouvelle-Orléans : Beth (saison 2, épisode 4)
- 2015 : Major Crimes : Sarah (saison 4, épisode 18)
- 2016 : Casual : Cora (3 épisodes)
- 2018-2019: General Hospital : Margaux Dawson (69 épisodes)[1]